# Мачевна (бухта)
Маче́вна — бухта Берингова моря, омывающая территорию Корякского округа Камчатского края.
Располагается примерно в 350 км севернее административного центра административный центр Олюторского района Камчатского края села Тиличики.
В бухту впадает река Аловнаваям.